# Първата дама (теленовела)
Първата дама (на испански: Primera dama) е испаноезична теленовела, римейк на чилийската теленовела със същото име от 2010 година. Теленовелата е снимана в Колумбия през 2011/12 г. от компания Caracol. Главните роли са поверени на Кристиан Мейер и Карина Крус. В Колумбия теленовелата е излъчвана през периода от 8 ноември 2011 до 6 юли 2012 г. по канал Caracol Television.

## История
Палома (Карина Крус) е младо и амбициозно момиче от провинцията, което винаги е искало да живее в удобства и лукс. Работи като сервитьорка и притежава интелигентност и невероятна красота, но знае че така няма да стигне до целта на живота си да бъде Първа дама. Любовта която изпитва към Мариано (Хавиер Хатин) и принципите на майка ѝ могат да усложнят плановете ѝ.
Най-голямото предизвикателство пред нея ще се окаже съпругата на Леонардо Сантандер (Кристиан Мейер), която ще ѝ отвори вратата на дома си без да подозира, че Палома е жената която ще разруши живота и семейството ѝ и ще успее направи съпруга ѝ президент.

## Участват
- Карина Крус (Carina Cruz) – Палома
- Кристиан Мейер (Christian Meier) – Леонардо Сантандер
- Кати Саенс (Kathy Saenz) – Ана Милена Сан Хуан
- Хавиер Хатин (Javier Jattin) – Мариано Самора
- Хайро Камарго (Jairo Camargo) – Адолфо
- Наталия Херес (Natalia Jeres) – Кристина Сантандер
- Жаклин Аренал (Jacqueline Arenal) – Естрея Сото
- Хуан Давид Агудело (Juan David Agudelo) – Диего Сантандер
- Калеб Касас (Kaleb Casas) – Анибал Урутия
- Алехандра Авила (Alejandra Avila) – Сандра Бур
- Емерсон Родригес (Emerson Rodriguez) – Амаури Бейо
- Хосе Луис Гарсия (Jose Luis Garcia) – Анхел Астудийо
- Грейси Рендон (Greeicy Rendón) – Даниела Астудийо
- Мария Луиса Флорес (María Luisa Flórez) – Паула Мендес
- Паула Барето (Paula Barreto) – Лусиана Куадра

## В България
В България теленовелата стартира на 29 юли 2013 г. по Нова телевизия. На 19 август е преместена по Диема Фемили и завършва на 9 декември. Ролите се озвучават от: Лина Златева, Яница Митева, Таня Димитрова, Александър Митрев, Васил Бинев и Здравко Методиев.